# Lee Williams
Pour les articles homonymes, voir Williams.
Lee Williams est un acteur et mannequin britannique né le 3 avril 1974 à Holyhead au Pays de Galles.

## Filmographie

### Cinéma
- 1998 : The Wolves of Kromer : Seth
- 1998 : Still Crazy : De retour pour mettre le feu : Keith jeune
- 1999 : Elephant Juice : George
- 1999 : Mauvaise Passe : le client du café
- 2000 : Canone inverso - Making Love : David Blau
- 2000 : Billy Elliot : le quatrième tuteur
- 2001 : Me Without You : Ben
- 2001 : Vallen : Lucas
- 2007 : Popcorn : Emil
- 2007 : The Waiting Room : Brian
- 2008 : Lena : The Bride of Ice : Johnny
- 2011 : Delhi in a Day : Jasper
- 2014 : White Settlers : Ed

### Télévision
- 1999 : Boyz Unlimited : Scott le Tissier (6 épisodes)
- 2000 : Urban Gothic : Carter (1 épisode)
- 2000 : A Many Splintered Thing : Simon (1 épisode)
- 2002 : Emma Brody : Drew Barkley (3 épisodes)
- 2002 : No Night Is Too Long : Tim Cornish
- 2003 : The Forsyte Saga : John Forsyte
- 2004 : Ash et Scribbs : Jamie Finch (1 épisode)
- 2004 : Teachers : Ewan Doherty (9 épisodes)
- 2006 : No Angels : Patrick (2 épisodes)
- 2006 : Coming Up : Clay (1 épisode)
- 2006-2007 : New Street Law : Joe Stevens (13 épisodes)
- 2007 : Ideal : Luke (4 épisodes)
- 2008 : Hotel Babylon : Jack Harrison (5 épisodes)
- 2008-2011 : Casualty : un patient et Brian (2 épisodes)
- 2010 : Les Tudors : Robert Testwood (1 épisode)
- 2013 : Le cœur a ses raisons : Le Journal d'une institutrice : Thomas Higgins
- 2014 : Grantchester : Dominic Taylor (1 épisode)